# Kolba stożkowa

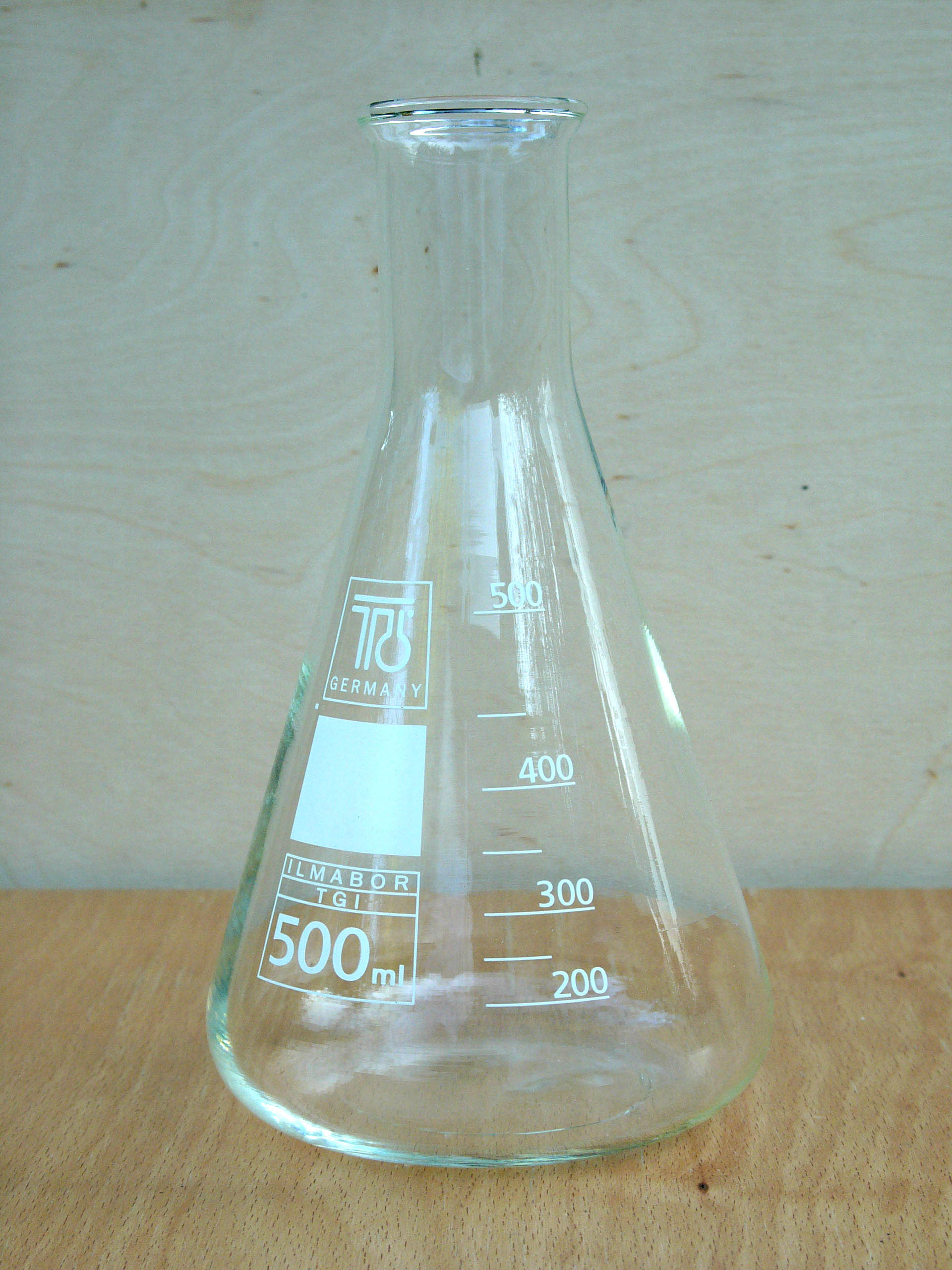
Kolba stożkowa (erlenmajerka)

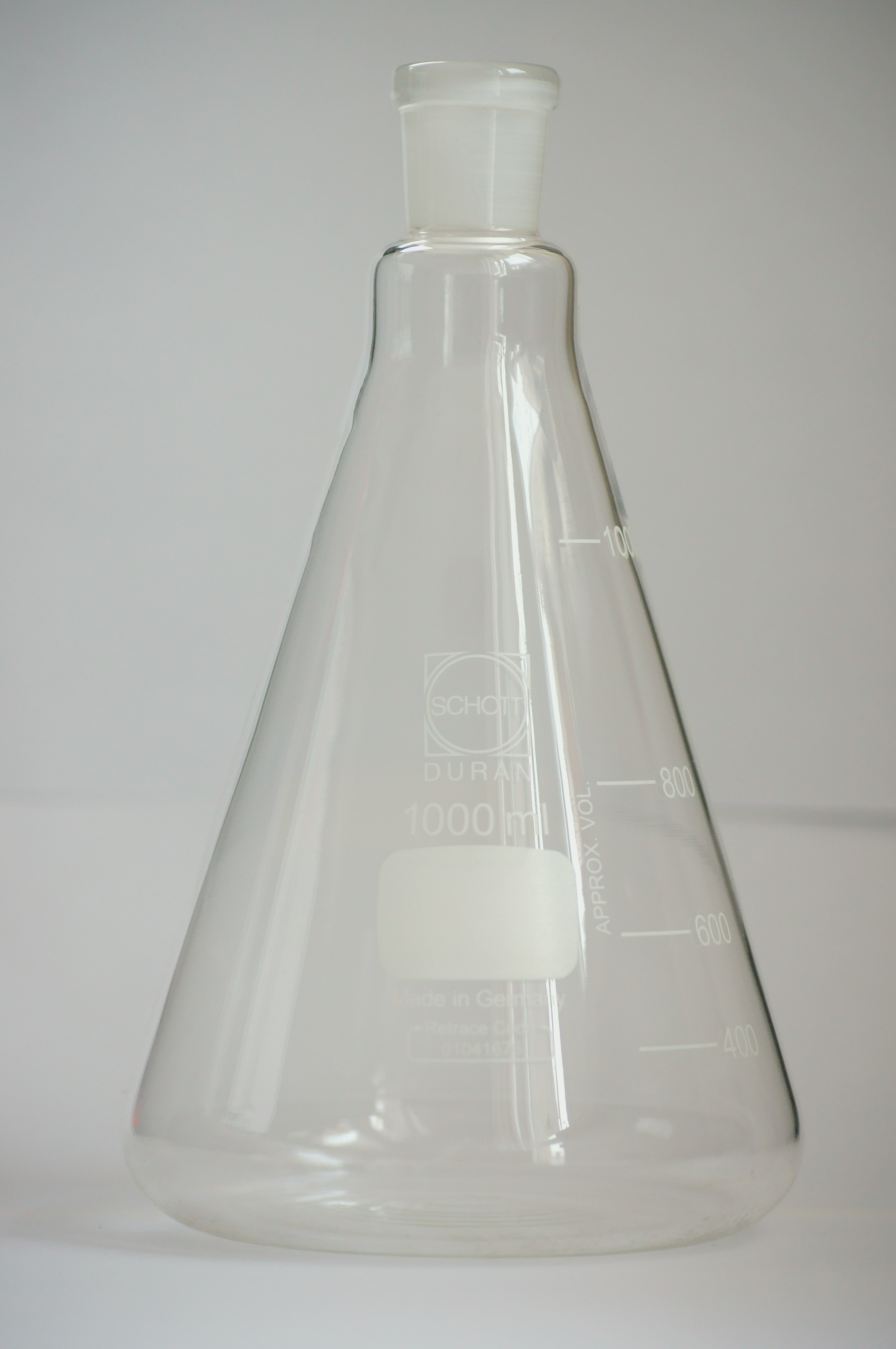
Kolba Erlenmayera ze szlifem 24/29

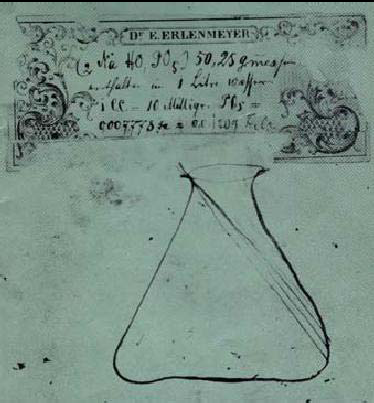
Oryginalny szkic kolby Erlenmeyera

Kolba stożkowa, także kolba Erlenmeyera lub zwyczajowo erlenmajerka – naczynie szklane, element podstawowego wyposażenia laboratoryjnego ogólnego przeznaczenia. Płaskodenna kolba stojąca. Nazwa kolba Erlenmeyera pochodzi od nazwiska niemieckiego chemika Emila Erlenmeyera.

## Budowa
Kolba wykonana jest ze szkła, najczęściej żaroodpornego, o kształcie stożka z dnem płaskim. Kolby stożkowe wytwarzane są z wąską i szeroką szyjką, ze szlifem lub bez. Niektóre kolby zaopatrzone są w mało precyzyjną podziałkę wskazującą orientacyjną pojemność. W zależności od zastosowania wytwarza się je o ściankach różnej grubości. W handlu dostępne są kolby Erlenmeyera o pojemności od kilku ml do kilku litrów. Spotykane są również kolby stożkowe z uchwytem szklanym do wygodniejszego przenoszenia kolby, zwłaszcza z gorącą cieczą.

Różne kształty kolb stożkowych
Kolba stożkowa bez podziałki i bez szlifu
Kolba stożkowa z podziałką i ze szlifowanym korkiem

## Zastosowania
Kolby stożkowe są uniwersalnym sprzętem laboratoryjnym i mogą służyć do: 
- miareczkowania – do kolby stożkowej wkrapla się ciecz z biurety. Kolba stożkowa jest wygodna do obserwacji zmian zabarwienia roztworu po uzyskaniu punktu końcowego miareczkowania.

- ogrzewania – w kolbach stożkowych wykonanych z cienkiego szkła można ogrzewać roztwory wodne, najczęściej na maszynce elektrycznej palnikiem gazowym na płytce grzejnej lub w łaźni grzejnej (wodnej, olejowej, piaskowej). W kolbie należy umieścić bagietkę lub kamyczki wrzenne jako ośrodek wrzenia aby nie doszło do przegrzania się cieczy i gwałtownego kipienia.

- przechowywania substancji – kolby wykonane z grubszego szkła wyposażone w korek szlifowany lub gumowy mogą służyć do przechowywania nielotnych odczynników chemicznych oraz preparatów.

- w mikrobiologii – do przygotowywania kultur bakterii. Takie kolby są wykonane z tworzywa sztucznego i są fabrycznie wysterylizowane oraz wyposażone w szczelne zamknięcie, aby zwiększyć wymianę gazową podczas inkubacji i wytrząsania.

Nie stosuje się ich do prowadzenia syntez, destylacji ani ogrzewania pod chłodnicą zwrotną. Nie należy również ogrzewać ich bezpośrednio płomieniem ani stosować do pracy pod próżnią.

Miareczkowanie z użyciem kolby stożkowej
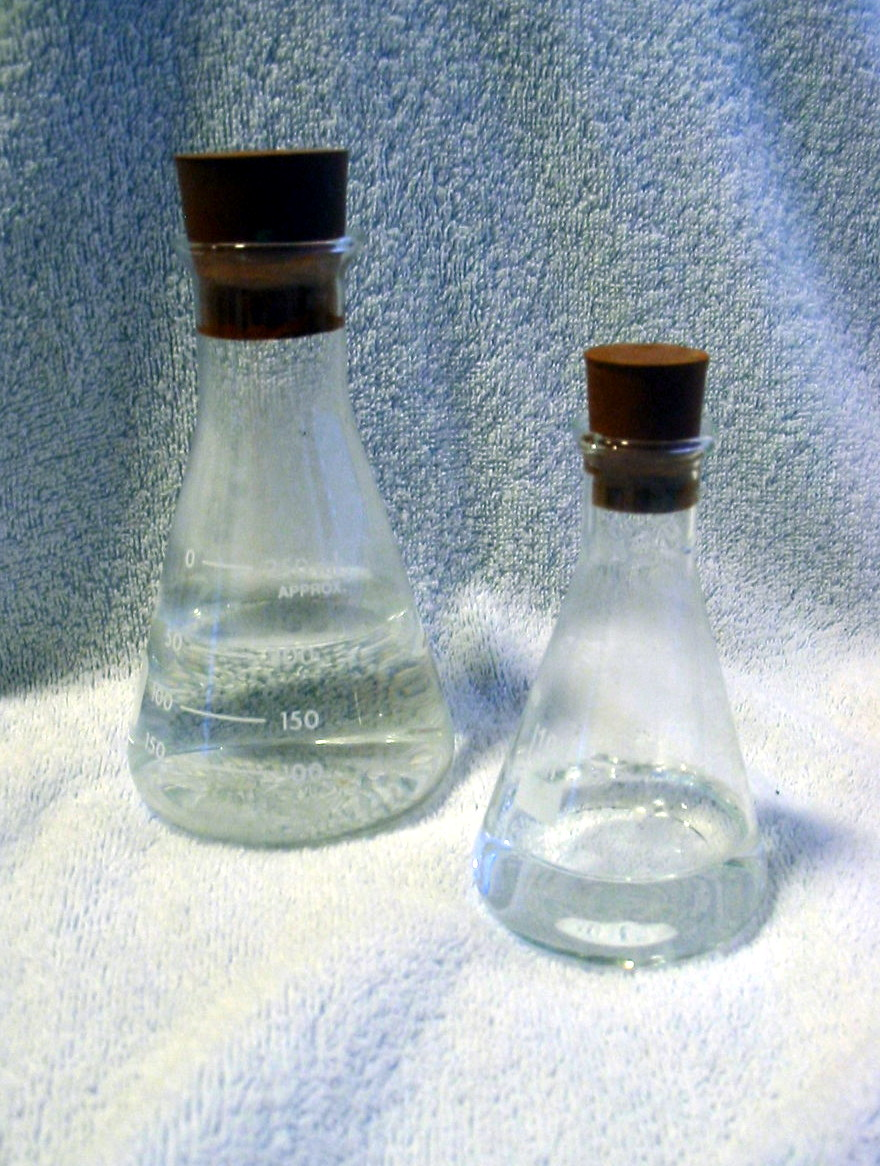
Przechowywanie substancji w kolbie stożkowej
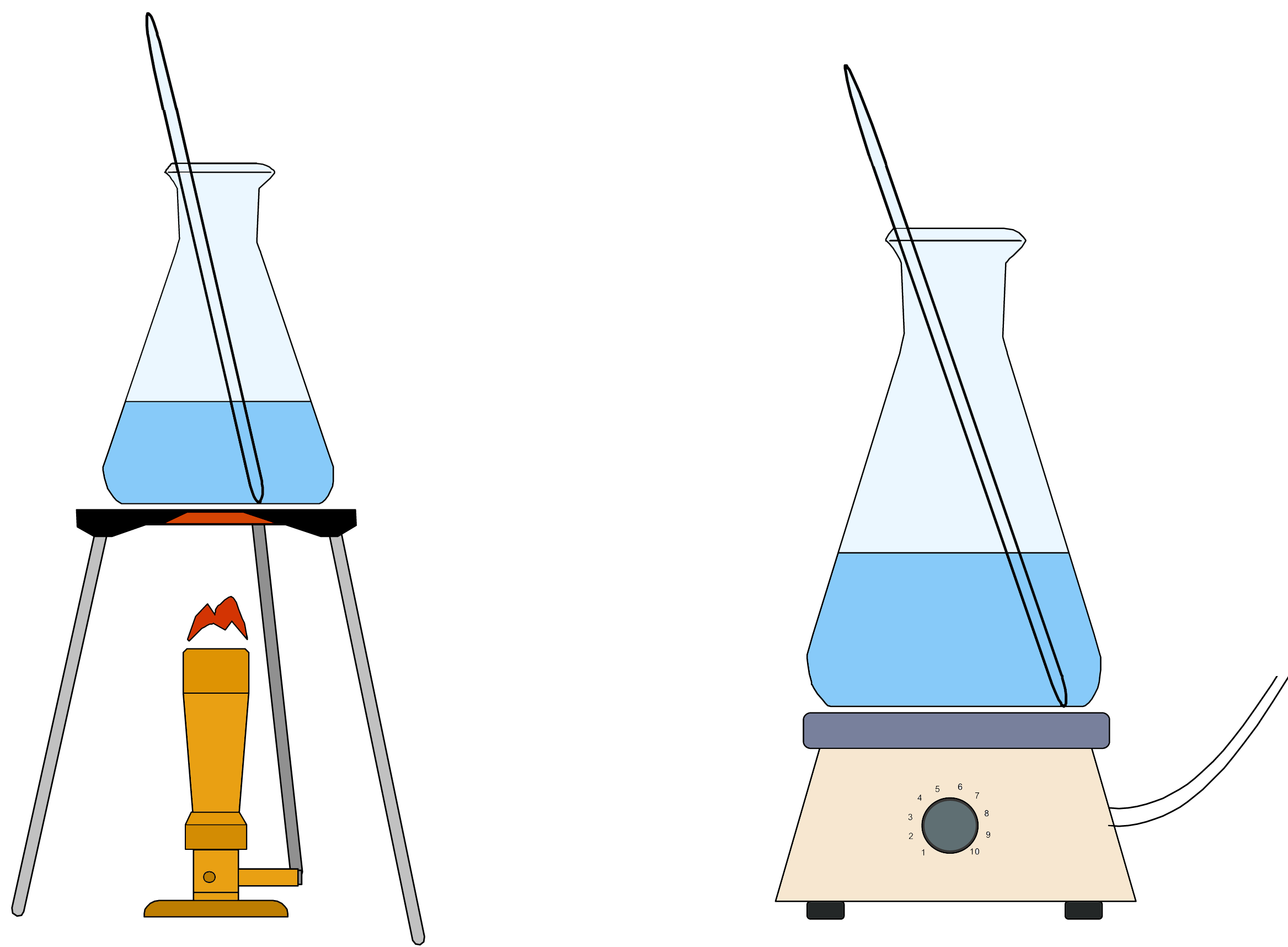
Sposoby ogrzewania w kolbach stożkowych